# Xystrota angulata
Xystrota angulata là một loài bướm đêm trong họ Geometridae.